# Mollisia polytrichi
Mollisia polytrichi är en svampart som tillhör divisionen sporsäcksvampar, och som först beskrevs av Rehm, och fick sitt nu gällande namn av Rehm. Mollisia polytrichi ingår i släktet Mollisia, och familjen Dermateaceae. Arten är reproducerande i Sverige.